# The Chinese Room
The Chinese Room Ltd (anteriormente conhecida como Thechineseroom Limited até 11 de junho de 2013) é um estúdio de desenvolvimento de jogos eletrônicos independentes britânico mais conhecido pelos seus jogos no estilo "simulador de caminhada", como a modificação de Half-Life 2, Dear Esther, juntamente com o desenvolvimento cooperativo do seu remake. A empresa originou-se como uma equipe de modificações para Half-Life 2 com sede na Universidade de Portsmouth em 2007. O nome do estúdio é baseado no argumento do quarto chinês realizado por John Searle, entretanto, o logotipo do origami é um símbolo japonês.

## História

### Modificações (2007–2009)
Os primeiros três projetos da Thechineseroom foram dois mods do jogo Half-Life 2, chamadas Antlion Soccer e Dear Esther, e um mod de Doom 3 intitulado Conscientious Objector. O projeto das modificações recebeu apoio do Conselho de Pesquisa em Artes e Humanidades. Destes, Dear Esther tornou-se um clássico cult. Em 2009, a Thechineseroom desenvolveu Korsakovia, que era um mod de gênero survival horror.

### Jogos (2009–2017)
Após o lançamento de Korsakovia, a Thechineseroom trabalhou com Robert Briscoe para desenvolver um remake de Dear Esther, desta vez como um jogo completo, distribuído digitalmente pela plataforma Steam da Valve Corporation. Esta versão autônoma do mod recebeu várias nomeações para o IGF, como o Prêmio Seamus McNally, Excelência em Artes Visuais e Áudio e o Prêmio Nuovo. Enfim, ganhou na categoria de Excelência em Artes Visuais. O remake apresentou gráficos melhorados, mas que também foi baseado no mesmo motor de jogo que os mods anteriores, o Source. O jogo foi lançado no início de 2012 e recuperou seu próprio investimento de US$ 55.000 em menos de seis horas de lançamento, quando 16 mil cópias do jogo foram vendidas. Uma semana após o lançamento, o jogo atingiu 50 mil cópias vendidas.
Em fevereiro de 2012, a Thechineseroom anunciou que eles haviam iniciado o desenvolvimento de Amnesia: A Machine for Pigs, um jogo de survival horror e uma sequência indireta de Amnesia: The Dark Descent. Este projeto foi produzido com a participação da Frictional Games, os criadores do jogo original. Posteriormente, esta sequência foi lançada em 10 de setembro de 2013.
A Thechineseroom também anunciou o início do trabalho em seu novo título, Everybody's Gone to the Rapture, em conjunto com o desenvolvimento de Amnesia: A Machine for Pigs. Durante esse período, em 12 de julho de 2013, o estúdio foi renomeado de Thechineseroom para The Chinese Room. Inicialmente desenvolvido para computadores (PC), a equipe estava com medo de que não recebesse fundos suficientes dos fãs. Em vez disso, eles se associaram ao estúdio Santa Monica da Sony Computer Entertainment para produzir o jogo. O projeto de desenvolvimento foi reanimado na Gamescom 2013 durante a conferência da Sony, onde foi anunciado como sendo um exclusivo de PlayStation 4. Por fim, o jogo foi lançado em 11 de agosto de 2015.

### Encerramento (2017)
No final de julho de 2017, os diretores da The Chinese Room, Dan Pinchbeck e Jessica Curry, demitiram todo o seu pessoal — nesse ponto, a equipe era composta por oito pessoas — e abandonaram seu escritório em Brighton para casa. Eles citaram que a falta de capacidade em pagar seus funcionários durante a produção entre os projetos como o motivo do encerramento e expressaram suas intenções de que o próprio estúdio ainda estava funcionando sem a equipe de desenvolvimento, com Pinchbeck e Curry trabalhando em prototipagem e adquirindo fundos em seus tempos próprios.

## Jogos desenvolvidos
| Ano  | Título                                 | Nota(s)                         |
| ---- | -------------------------------------- | ------------------------------- |
| 2008 | Conscientious Objector                 | Modificação                     |
| 2008 | Dear Esther                            | Modificação                     |
| 2008 | Antlion Soccer                         | Modificação                     |
| 2009 | Korsakovia                             | Modificação                     |
| 2012 | Dear Esther                            |                                 |
| 2013 | Amnesia: A Machine for Pigs            | Parceria com a Frictional Games |
| 2015 | Everybody's Gone to the Rapture        |                                 |
| 2017 | Dear Esther: Landmark Edition          |                                 |
| 2017 | So Let Us Melt                         |                                 |
| 2020 | Little Orpheus                         |                                 |
| 2024 | Still Wakes the Deep                   |                                 |
| 2025 | Vampire: The Masquerade – Bloodlines 2 |                                 |